# Rajd Argentyny 1990
Rajd Argentyny 1990 (10. Rally Argentina) – 10 Rajd Argentyny, rozgrywany w Argentynie w dniach 24-28 lipca. Była to siódma runda Rajdowych Mistrzostw Świata w roku 1990. Rajd został rozegrany na szutrze.

## Wyniki końcowe rajdu[1]
| Msc.                   | Kierowca               | Pilot                  | Samochód                   | Czas                   | Strata                 | Grupa                  | Punkty                 |                        |
| Klasyfikacja generalna | Klasyfikacja generalna | Klasyfikacja generalna | Klasyfikacja generalna     | Klasyfikacja generalna | Klasyfikacja generalna | Klasyfikacja generalna | Klasyfikacja generalna | Klasyfikacja generalna |
| ---------------------- | ---------------------- | ---------------------- | -------------------------- | ---------------------- | ---------------------- | ---------------------- | ---------------------- | ---------------------- |
| 1                      | Miki Biasion           | Tiziano Siviero        | Lancia Delta Integrale 16V | 6:51.27                | 0.0                    | A8                     | 20                     |                        |
| 2.                     | Carlos Sainz           | Luís Moya              | Toyota Celica GT-Four      | 6:59.29                | +8.02                  | A8                     | 15                     |                        |
| 3.                     | Didier Auriol          | Bernard Occelli        | Lancia Delta Integrale 16V | 7:26.22                | +34.55                 | A8                     | 12                     |                        |
| 4.                     | Rudi Stohl             | Reinhard Kaufmann      | Audi 90 Quattro            | 7:50.48                | +59.21                 | A8                     | 10                     |                        |
| 5.                     | Ernesto Soto           | Jorge del Buono        | Lancia Delta Integrale 16V | 7:53.19                | +1:01.52               | N4                     | 8                      |                        |
| 6.                     | Alain Oreille          | Michel Roissard        | Renault 5 GT Turbo         | 7:56.35                | +1:05.08               | N4                     | 6                      |                        |
| 7.                     | Marcelo Raies          | Jorge Gonzales         | Renault 18 GTX             | 8:33.10                | +1:41.43               | A7                     | 4                      |                        |
| 8.                     | Gabriel Martin         | José Volta             | Fiat Regata 85             | 8:39.23                | +1:47.56               | A6                     | 3                      |                        |
| 9.                     | Oscar Maccari          | Carlos Ostaschinsky    | Renault 18 GTX             | 8:43.16                | +1:51.49               | A7                     | 2                      |                        |
| 10.                    | Fernando Marino        | Rudolfo Ghilini        | Fiat Regata 85             | 9:04.12                | +2:12.45               | A6                     | 1                      |                        |

## Klasyfikacja po 7 rundach
Tabele przedstawiają tylko pięć pierwszych miejsc.

### Kierowcy
| Lp. | Kierowca        | Pkt |
| --- | --------------- | --- |
| 1   | Carlos Sainz    | 95  |
| 2   | Didier Auriol   | 67  |
| 3   | Massimo Biasion | 64  |
| 4   | Juha Kankkunen  | 42  |
| 5   | Mikael Ericsson | 26  |

### Producenci
| Lp. | Producent | Pkt |
| --- | --------- | --- |
| 1   | Lancia    | 114 |
| 2   | Toyota    | 91  |
| 3   | Renault   | 24  |
| 4   | Audi      | 22  |
| 5   | Subaru    | 19  |